# Kanepi Palojärv
Palojärv (est. Palojärv (Kanepi Palojärv)) – jezioro w Estonii, w prowincji Põlvamaa, w gminie Kanepi. Położone jest na zachód od miasta Kanepi. Ma powierzchnię 8,2 ha, linię brzegową o długości 1513 m, długość 670 m i szerokość 165 m. Około 2 km na południowy zachód od niego znajduje się jezioro Mudsina.